# Juanita Castro
Pour les articles homonymes, voir Castro.
Castro  Ruz est un nom espagnol. Le premier nom de famille, en général paternel, est Castro ; le second, en général maternel, souvent omis, est Ruz.
Juana de la Caridad Castro Ruz, dite Juanita Castro, née à Birán (province de Holguín) le 6 mai 1933 et morte le 4 décembre 2023 à Miami (Floride), est une personnalité cubaine, révolutionnaire puis opposante au régime communiste castriste et agent de la CIA, sœur cadette de Fidel Castro et de Raúl Castro, qui ont tous deux été présidents de Cuba.
Épousant la cause de la révolution cubaine, elle est une guérillera et soutient activement ses frères. Puis en désaccord avec l'orientation communiste et dictatoriale du régime, elle s'oppose aux exécutions sommaires des opposants et aux expropriations ordonnées par Fidel et Raúl Castro. Elle travaille alors avec la CIA comme agent de renseignement et doit s'exiler en 1964 aux États-Unis, en Floride.
En 2009, elle publie ses mémoires sous le titre Fidel y Raúl, mis hermanos.

## Biographie

### Famille
Juana de la Caridad Castro Ruz est née à Birán, près de Mayarí, dans ce qui est aujourd'hui connu sous le nom de province de Holguín, le 6 mai 1933. Elle est le quatrième enfant d'Ángel Castro y Argiz et Lina Ruz González. Elle a trois frères : Ramón, Fidel et Raúl, et trois sœurs : Angelita, Emma et Agustina. Lina Ruz González était la cuisinière d'Ángel Castro ; il était marié à une autre femme lorsque Juanita et ses frères aînés sont nés.
Juanita Castro a également cinq demi-frères et sœurs : Lidia, Pedro Emilio, Manuel, Antonia et Georgina, qui ont été élevés par la première épouse d'Ángel Castro, Maria Luisa Argota, ainsi qu'un autre demi-frère, Martín, issu de la relation de son père avec une ouvrière agricole.

### Révolution cubaine
Guérillera aux côtés de ses frères, Juanita Castro participa aux combats dans la Sierra Maestra contre les forces du dictateur Fulgencio Batista. Elle fit aussi quelques missions aux États-Unis pour récolter des fonds au nom de la révolution cubaine.

### Désillusion et opposition clandestine
Juanita Castro dénonce le comportement de Che Guevara, nouveau directeur de la prison de la Cabaña depuis le 2 janvier 1959. Selon Juanita Castro, « il y pratiquait une justice expéditive et envoyait des dizaines d'innocents au paredón [mur d'exécution] ». Elle fait la démarche de rencontrer le Che pour évoquer cette question et se déplace à la Cabaña. Avant tout début de dialogue, Che Guevara l'interpelle avec arrogance : « J'espère que vous ne venez pas ici pour défendre ces gusanos [vermine, fumier] ».  Elle intervient directement auprès de son frère Fidel pour lui demander d'y mettre un terme. Il lui répond : « Ne t'inquiète pas, tout va s'arranger », elle lui a fait confiance « naïvement ». Par ailleurs elle estime que les guérilleros, une fois au pouvoir, ont abusé de celui-ci. Les biens de petits entrepreneurs respectables, les propriétés de commerçants ou de fermiers modestes sont confisquées sans explications. De plus, la majorité de ces honnêtes personnes avaient, elles aussi, soutenu la révolution castriste.
L'évolution de plus en plus importante du régime castriste vers un régime communiste utilisant la terreur l'éloigna idéologiquement de ses frères. Elle est « choquée par les exécutions sommaires et les expropriations » et aide des « contre-révolutionnaires » à quitter Cuba après les avoir cachés chez elle. 
Approchée par l'épouse de l'ambassadeur du Brésil à La Havane, elle accepte, après l'épisode de la tentative anti-castriste de renversement de la baie des Cochons en 1961, de collaborer avec la CIA à la condition de ne participer à aucune conspiration visant à éliminer physiquement ses frères et refuse d'être rémunérée.
Pendant trois années, sous le nom de code de « Donna », via une radio à ondes courtes, elle joua le rôle de boîte aux lettres faisant passer des messages et de l'argent aux agents de la CIA installés à Cuba. Elle aurait aussi aidé plus de 200 familles à partir vers les États-Unis et affirme avoir été l'une des premières à informer la CIA de la présence de missiles soviétiques sur l'île.

### Exil et vie hors de Cuba
Le 6 août 1963, sa mère, Lina Ruz González, considérée comme sa seule protectrice, meurt. Ses activités pro-américaines sont découvertes, à la grande fureur de Fidel. Raúl l'aide alors à fuir définitivement l'île pour rejoindre le Mexique où elle annonce « qu'elle rompt avec la révolution » et dénonce la « trahison » faite au peuple cubain par Fidel. Puis, elle s'installe à Miami en Floride où elle dirige une pharmacie jusqu'en 2006.
En 1965, Andy Warhol réalise La Vie de Juanita Castro (en).
En octobre 2009, elle publie en espagnol puis en anglais ses mémoires intitulés Fidel y Raúl, mis hermanos, éditée en mars 2011 en français sous le titre Fidel et Raul, mes frères, l'histoire secrète. Elle décrit son frère Fidel comme un « être froid et égoïste », tout comme Che Guevara, mais garde une affection particulière pour son frère Raúl.
Au lendemain de la mort de Fidel Castro, survenue le 25 novembre 2016, elle déclare : « Je ne me réjouis de la mort d'aucun être humain et je peux d'autant moins le faire avec une personne de mon sang et portant mon nom. […] En tant que sœur de Fidel, je ressens en ces moments la perte d'un être humain de mon sang. » Elle annonce néanmoins qu'elle ne se rendra pas à Cuba pour les funérailles de son frère, dénonçant ainsi les rumeurs sur son éventuelle présence. Elle affirme en outre qu'elle n'a pas l'intention de retourner un jour sur l'île.
Juanita Castro meurt à l’âge de 90 ans le 4 décembre 2023 à Miami,.